# Sveti Martin na Muri
Sveti Martin na Muri (in ungherese Muraszentmárton) è un comune della Croazia di 2 958 abitanti della Regione del Međimurje. 
È il comune più settentrionale della Croazia.

## Galleria d'immagini

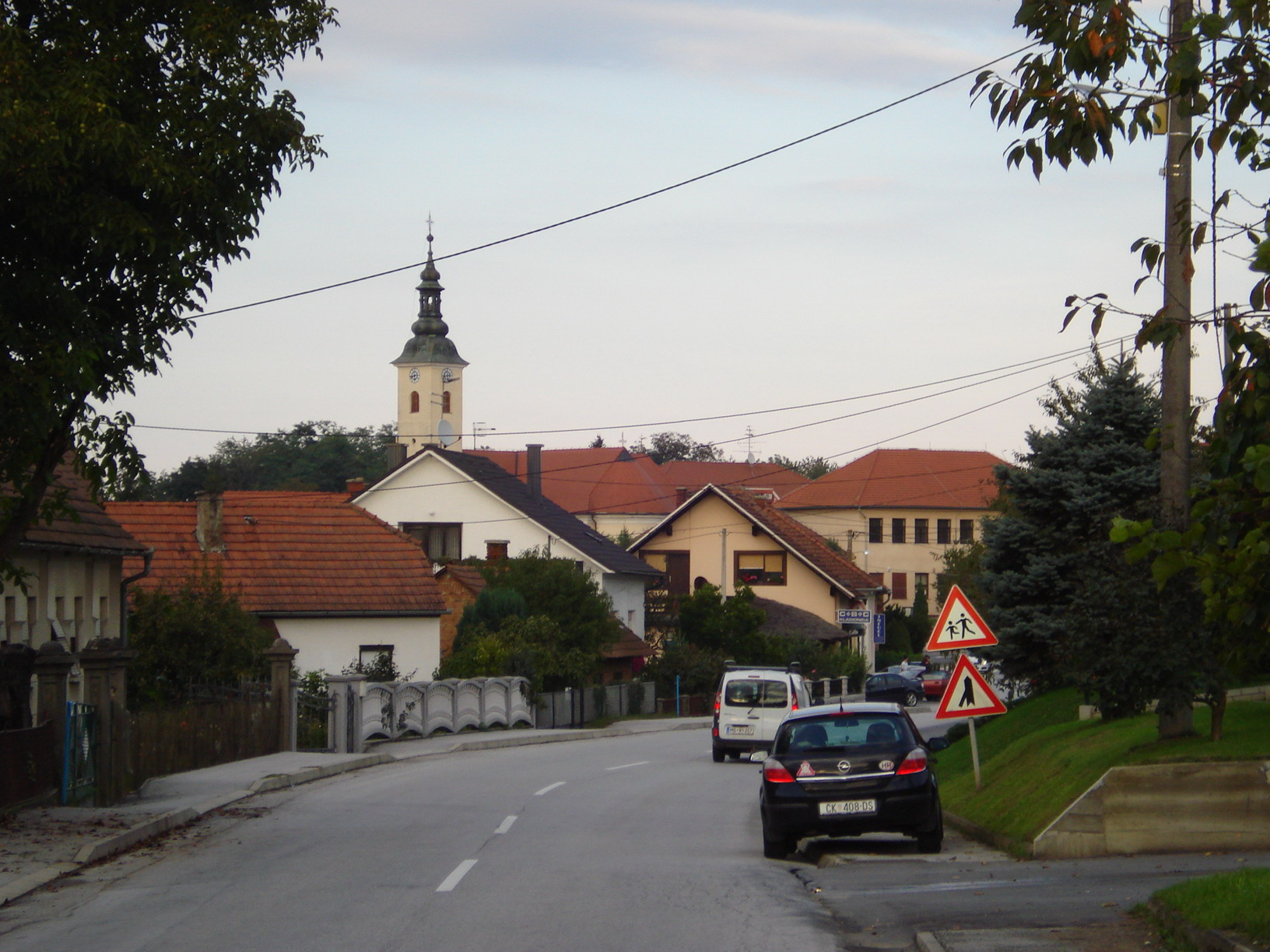
Via principale
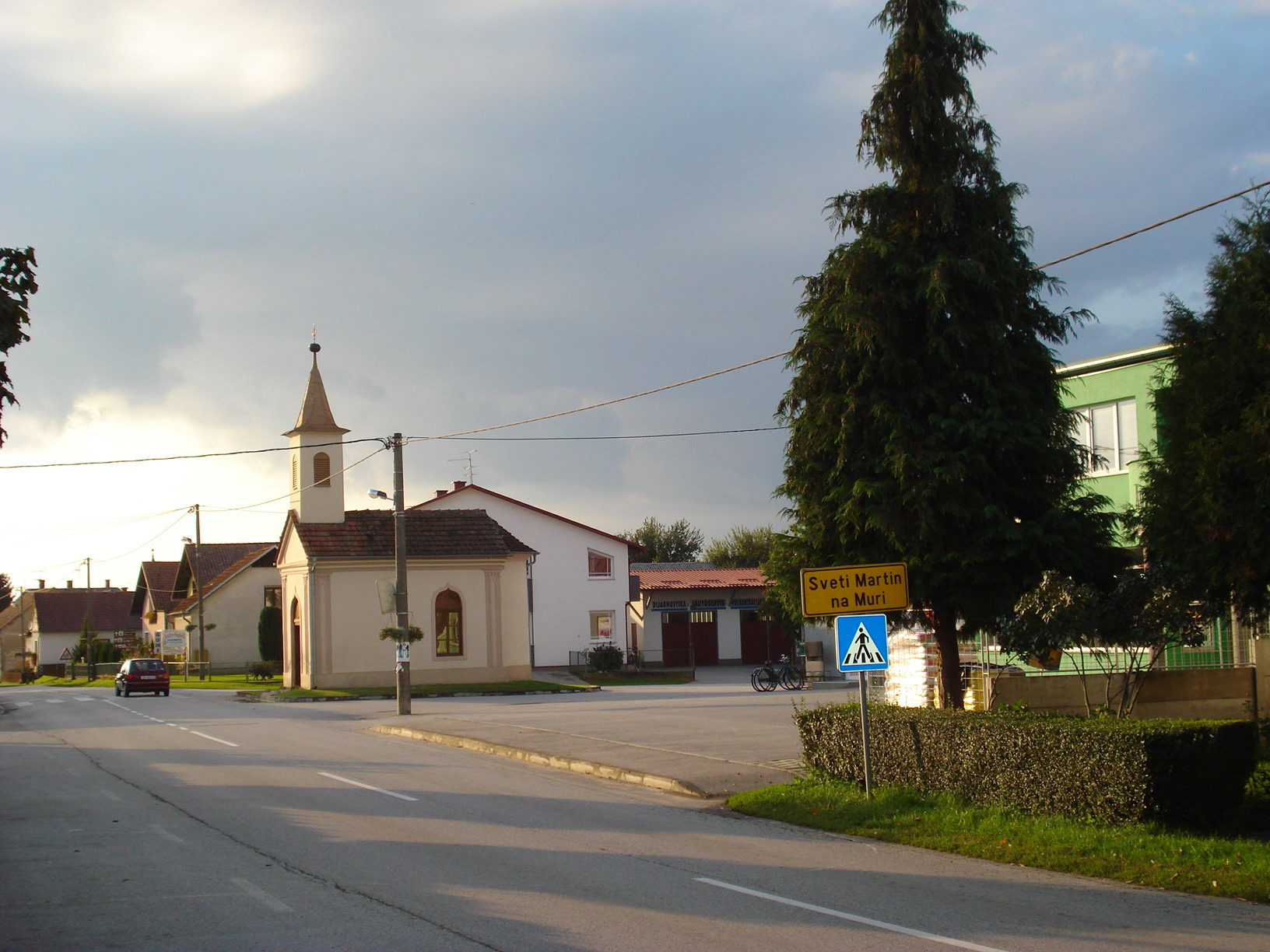
Ingresso orientale
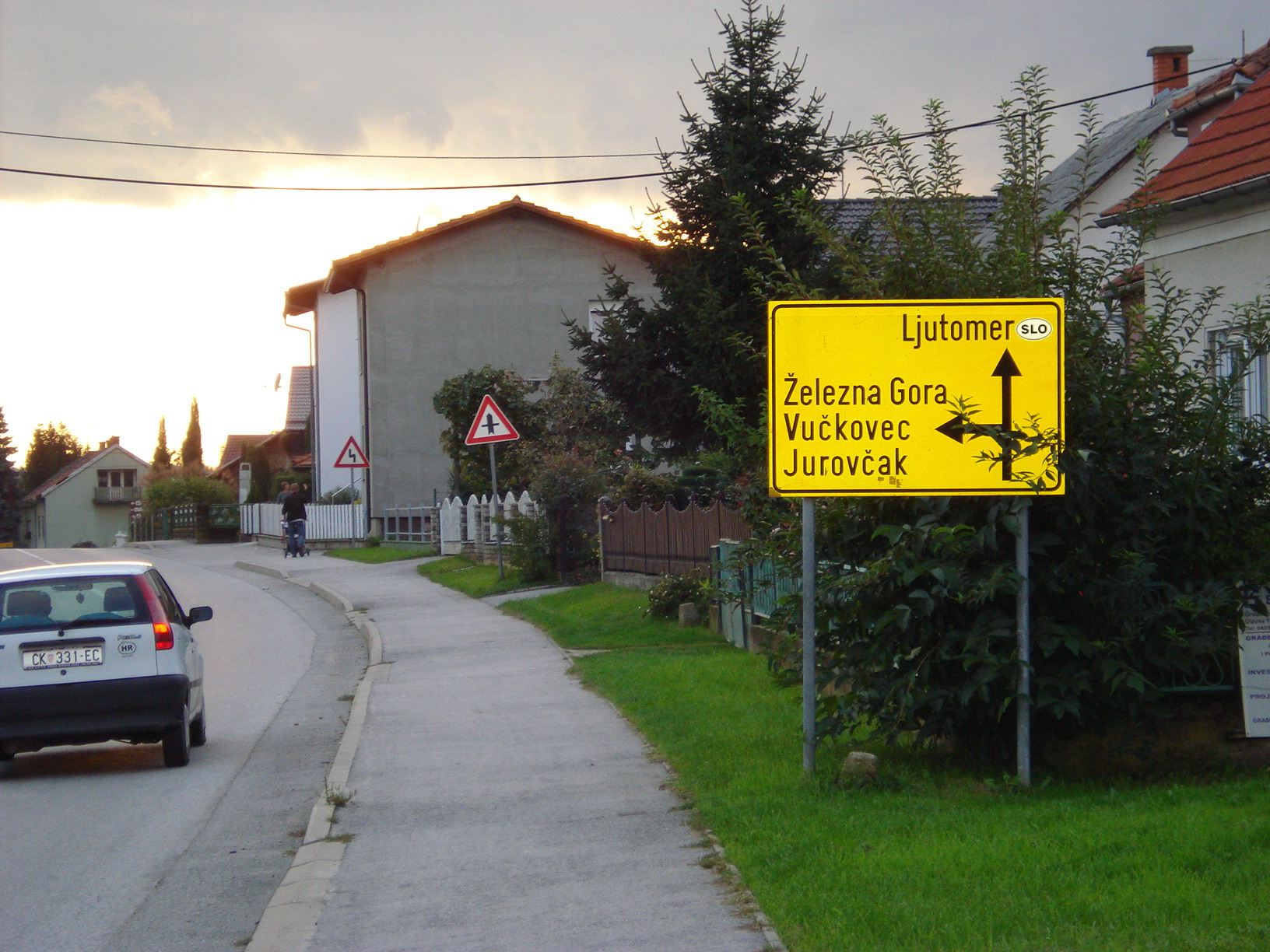
Segnale in uscita